# Dominikanska republika
Dominikanska republika je otoška predstavniška demokratična država s pretežno špansko govorečim prebivalstvom na vzhodnem delu karibskega otoka Hispaniola. K njej spadajo tudi trije manjši obalni otoki Beata, Saona in Catalina. Na zahodu meji s Haitijem.
Dominikanske republike ne smemo zamenjevati z drugo manjšo karibsko državo Dominiko.

## Izvor imena
Ime države izhaja iz imena prestolnice države, mesta Santo Domingo, ki ga je njegov ustanovitelj, Bartolomej Kolumb, ob ustanovitvi dne 5. avgusta leta 1498 poimenoval La Nueva Isabela, Santo Domingo del Puerto de la Isla de la Española. Ime je Kolumb izbral zaradi enega od naslednjih (ali obeh) razlogov: latinski naziv za sveti dan nedeljo je Dominicus (sl. »Gospodov dan«), god sv. Dominika pa je 4. avgusta. 
Prebivalcem Dominikanske republike pravimo Dominikánci, prebivalcem Dominike pa Dominičáni. 

## Upravna delitev
Dominikanska republika je razdeljena na 31 provinc. Prestolnica države, mesto Santo Domingo, se nahaja znotraj posebne province Distrito Nacional (sl. Narodno okrožje). Province nato delimo še na 156 občin (municipios; ed. municipio), ki so tako drugostopenjska upravna delitev državice.

## Turizem
Dominikanska republika je s svojimi čudovitimi plažami, morjem in ljudmi zagotovo ena najbolj zaželenih destinacij na Karibih. Privablja zelo veliko število turistov, predvsem Evropejcev. 

## Podnebje
Dominikanska republika leži v tropskem pasu, zato ima ekvatorialno vlažno  podnebje. Zanj so značilne vse leto visoke temperature, ki se niti pozimi ne spustijo pod 20 stopinj Celzija. Ker leži ob toplem karibskem morju, ima tudi veliko padavin, ki so dokaj enakomerno razporejene skozi vse leto. Prsti so feralitne, kar pomeni, da imajo zaradi kemičnega preperevanja apnenca ali dolomita visoko vsebnost železovih in aluminijevih oksidov in imajo zaradi tega imajo značilno rdečo barvo. V osrčju države raste tropski deževni gozd, ki je zimzelen in raste v etažah, ki pa je zaradi pretiranega izsekavanja že precej izkrčen in mnoge ogrožene živali izgubljajo svoj življenjski prostor. Podrastja ni, saj je rastje pregosto in rastline pri tleh ne dobijo dovolj svetlobe za rast. precej pogoste pa so ovijalke. Ker pa je že precej oddaljena od ekvatorja, se pojavljajo že majhna nihanja med zimskimi in poletnimi  temperaturami, padavine pa ostajajo iste zaradi maritimnega podnebja. Zaradi Coriolisove sile tu pihajo stalni pasatni vetrovi iz jugozagoda, ki poleti nad toplim morjem navlažijo in prinašajo dež. Od maja do oktobra se lahko pojavijo tudi tropski cikloni (tudi  tajfuni/ willy-willy/orkani). Ko dosežejo kopno, začnejo hitro umirati in postanejo t. i. postropski ciklon, a vseeno se lahko pojavljajo udari močnih vetrov tudi do 250 km/h in segajo daleč v notranjost otoka. Nevarnosti tsunamijev je zelo majhna, saj leži daleč od vseh vročih točk, najbližji je srednje-atlantski hrbet.